# Olga Wladimirowna Naidjonowa

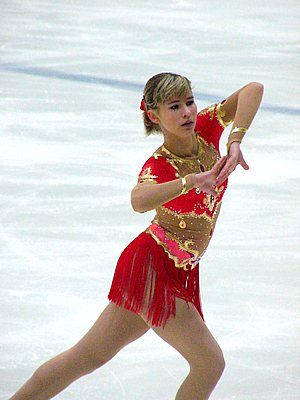
Olga Wladimirowna Naidjonowa 2004

Olga Wladimirowna Naidjonowa (russisch Ольга Владимировна Найдёнова; * 8. Dezember 1987 in Moskau, Sowjetunion) ist eine russische Eiskunstläuferin.
Naidjonowa begann im Alter von drei Jahren mit dem Eiskunstlaufen. Sie trainiert bei Schanna Gromowa abwechselnd in ihrer Heimatstadt Moskau, wo sie für Trade Union Moskau startet, und in Schweden. Zuvor trainierte Naidjonowa bei Walerie Panfilow. Ihr größter Erfolg ist der Gewinn der Bronzemedaille bei den russischen Meisterschaften 2008.

## Erfolge
| Wettbewerb/Wintersaison     | 02-03 | 03-04 | 04-05 | 05-06 | 06-07 | 07-08 |
| --------------------------- | ----- | ----- | ----- | ----- | ----- | ----- |
| Olympische Winterspiele     | -     | -     | -     | -     | -     | -     |
| Weltmeisterschaften         | -     | -     | -     | -     | -     |       |
| Europameisterschaften       | -     | -     | -     | -     | -     |       |
| Juniorenweltmeisterschaften | 15.   | -     | -     | -     | -     | -     |
| Russische Meisterschaften   | 6.    | 7.    | 6.    | 4.    | 10.   | 3.    |